# Црковница
Црковница је насељено место града Лесковца у Јабланичком округу. Према попису из 2022. било је 33 становника.

## Положај и тип села
Црковница је у прошлости захватала огромно пространство и на картама покривала велики део планине Бабичке горе. Данас самостална села, Голема Њива и Ораовица, некада су била њени засеоци. Садашња Црковница представља првобитни ембрион тог некадашњег села великог пространства са засеоцима. Тај првобитни ембрион се у народу назива „Село” за разлику од Црковнице схваћене у најширем смислу заједно са њеним засеоцима. На местима где су данас Ораовица и Голема Њива биле су трле са гумнима појединих домаћинстава у „Селу”. Када су се породице намножиле, браћа или синови појединих породица одлазили су на трле и ту заснивали своје породице. На тај начин су настајали засеоци.
Црковница је смештена на западним обронцима Бабичке горе, на лепој и питомој заравни испод највише терасе која се издиже изнад села.
Припада селима збијеног типа. Карактеристичне су куће са старим храстовим капијама, са двориштима често ограђеним каменим зидом, са зградама окренутим леђима сокаку, неокречених зидова, премазаних блатом помешаним са сламом. Таква спољна обележја указују на то да се ради о старом насељу са архаичним облицима породичног живота.
Овде се налази Манастир Светог Симеона Столпника.

## Етимологија
Према једном предању Црковница је веома старо насеље које је имало четрдесет цркава. Због толиког броја цркава и само насеље прозвано је Црковница. Не зна се колико је ово предање истинито јер поузданих доказа о постојању толиког броја цркава, на том простору, нема.
Према Даничићевом „Рјечнику из књижевних старина српских” реч црков заиста означава велики број цркава а реч Црковница представља посесив од те речи, односно да је неко место: село, земља, шума, паша припадало цркви или црквама. Од тог посесива могло је бити изведено име села.

## Путеви
До села се може доћи путем који пролази кроз Дрћевац и води до Големе Њиве. Из Големе Њиве тај пут води до села где се и завршава. Постоје и планински путеви који воде у правцу Бабичког, Големе Њиве или за „Планину”, дела у којој Црковничани имају своја пасишта, њиве; у којој беру дивље крушке и пеку ракију, секу стабла дивљих крушака које користе за огрев или трампу за производе који боље успевају у равници. Пут до села изграђен је на подлози од туфа и оцедан је, није подложан разарању текућих вода.

## Воде
Кроз село протиче река Крушевица која извире изнад села у „планини Крушевици”, односно делу Бабичке горе који је тако прозван јер обилује дивљим крушкама. Река, након проласка кроз село, тече у правцу села Горње Локошнице.
На територији атара села налазе се извори или кладенци: „Митров кладенац”, „Крњин кладенац”, „Ајдучки кладенац”, „Висока чесма”, „Престуг”.
Готово свака кућа има свој водовод. Но, сем тога има и бунара. Они су дубоки до 10 метара и обилују питком и хладном водом.

## Демографија
У насељу Црковница живи 121 пунолетни становник, а просечна старост становништва износи 53,7 година (48,0 код мушкараца и 58,7 код жена). У насељу има 57 домаћинстава, а просечан број чланова по домаћинству је 2,33.
Ово насеље је у потпуности насељено Србима (према попису из 2002. године), а у последња три пописа, примећен је пад у броју становника.
|  |

| Демографија | Демографија | Демографија |
| Година      | Становника  | Становника  |
| ----------- | ----------- | ----------- |
| 1948.       | 526         |             |
| 1953.       | 556         |             |
| 1961.       | 495         |             |
| 1971.       | 390         |             |
| 1981.       | 282         |             |
| 1991.       | 175         | 174         |
| 2002.       | 133         | 133         |
| 2011.       | 78          |             |
| 2022.       | 33          |             |

| Етнички састав према попису из 2002.‍ | Етнички састав према попису из 2002.‍ | Етнички састав према попису из 2002.‍ | Етнички састав према попису из 2002.‍ | Етнички састав према попису из 2002.‍ |
| ------------------------------------ | ------------------------------------ | ------------------------------------ | ------------------------------------ | ------------------------------------ |
|                                      |                                      |                                      |                                      |                                      |
| Срби                                 | Срби                                 |                                      | 133                                  | 100,0%                               |
| непознато                            | непознато                            |                                      | 0                                    | 0,0%                                 |

| Година пописа     | 1948. | 1953. | 1961. | 1971. | 1981. | 1991. | 2002. |
| ----------------- | ----- | ----- | ----- | ----- | ----- | ----- | ----- |
| Број домаћинстава | 82    | 93    | 91    | 87    | 84    | 66    | 57    |

| Број чланова      | 1  | 2  | 3 | 4 | 5 | 6 | 7 | 8 | 9 | 10 и више | Просек |
| ----------------- | -- | -- | - | - | - | - | - | - | - | --------- | ------ |
| Број домаћинстава | 18 | 22 | 7 | 4 | 3 | 2 | 1 | 0 | 0 | 0         | 2,33   |

| Пол    | Укупно | Неожењен/Неудата | Ожењен/Удата | Удовац/Удовица | Разведен/Разведена | Непознато |
| ------ | ------ | ---------------- | ------------ | -------------- | ------------------ | --------- |
| Мушки  | 55     | 12               | 38           | 5              | 0                  | 0         |
| Женски | 66     | 3                | 38           | 24             | 1                  | 0         |
| УКУПНО | 121    | 15               | 76           | 29             | 1                  | 0         |

| Пол    | Укупно                    | Пољопривреда, лов и шумарство | Рибарство                            | Вађење руде и камена | Прерађивачка индустрија       |
| ------ | ------------------------- | ----------------------------- | ------------------------------------ | -------------------- | ----------------------------- |
| Мушки  | 46                        | 41                            | 0                                    | 0                    | 2                             |
| Женски | 51                        | 50                            | 0                                    | 0                    | 1                             |
| УКУПНО | 97                        | 91                            | 0                                    | 0                    | 3                             |
| Пол    | Производња и снабдевање   | Грађевинарство                | Трговина                             | Хотели и ресторани   | Саобраћај, складиштење и везе |
| Мушки  | 0                         | 0                             | 0                                    | 0                    | 1                             |
| Женски | 0                         | 0                             | 0                                    | 0                    | 0                             |
| УКУПНО | 0                         | 0                             | 0                                    | 0                    | 1                             |
| Пол    | Финансијско посредовање   | Некретнине                    | Државна управа и одбрана             | Образовање           | Здравствени и социјални рад   |
| Мушки  | 0                         | 0                             | 1                                    | 1                    | 0                             |
| Женски | 0                         | 0                             | 0                                    | 0                    | 0                             |
| УКУПНО | 0                         | 0                             | 1                                    | 1                    | 0                             |
| Пол    | Остале услужне активности | Приватна домаћинства          | Екстериторијалне организације и тела | Непознато            | Непознато                     |
| Мушки  | 0                         | 0                             | 0                                    | 0                    | 0                             |
| Женски | 0                         | 0                             | 0                                    | 0                    | 0                             |
| УКУПНО | 0                         | 0                             | 0                                    | 0                    | 0                             |